# Бутучани
Бутуча́ни (рум. Butuceni, Бутучень) — село в Рибницькому районі Придністровської Молдовської Республіки.
Згідно з переписом населення 2004 року кількість українців — 1,9%.

## Географія
Розташований за 30 км (по дорогах) на південь від міста Рибниця, на лівому березі Дністра.

## Відомі люди
- Богдеско Ілля Трохимович — молдовський радянський графік, народний художник СРСР.